# Griechisch-polnische Beziehungen
Griechisch-polnische sind die außenpolitischen Beziehungen zwischen Griechenland und Polen. 
In der Antike war das Gebiet des heutigen Polen in Griechenland als der Herkunftsort des Bernsteins bekannt. Im 9. Jahrhundert erreichten griechische Missionare aus dem Mährischen Reich den Süden Polens, Kleinpolen und möglicherweise aus Schlesien. Der Fürst der Wislanen wurde gezwungen das griechische Christentum anzunehmen. Im Mittelalter waren in den größeren polnischen Städten griechische Händler tätig und der polnisch-litauische Einfluss reichte bis zu den griechischen Handelsstädten am Schwarzen Meer. Ladislaus von Polen und Ungarn zog mit einem polnisch-ungarischen Heer ans Schwarze Meer, um Konstantinopel vor den Osmanen zu retten, fiel jedoch in der Schlacht bei Warna 1444. 1596 wurde in der Union von Brest die Griechisch-katholische Kirche in Polen-Litauen gegründet. Ihre Anhänger waren jedoch insbesondere Ruthenen und nicht Griechen. Viele Polen sympathisierten mit dem Freiheitskampf der Griechen im frühen 19. Jahrhundert, einige nahmen auch an ihm teil. Nachdem auch Polen nach dem Ersten Weltkrieg die Unabhängigkeit wiedererlangt hatte, nahmen beide Staaten 1919 diplomatische Beziehungen auf. Nach dem Ausbruch des Zweiten Weltkriegs flohen viele Polen nach oder über Griechenland. Nach dem Zweiten Weltkrieg kam es in Griechenland zum Bürgerkrieg und ca. 14.000 Griechen, die mit den Kommunisten sympathisierten, flohen nach Polen. Sie kamen insbesondere in die ehemals deutschen Ostgebiete, insbesondere nach Zgorzelec, dem östlichen Vorort von Görlitz. Nachdem Polen 2004 der EU beitrat, emigrierten ca. 50.000 Polen nach Griechenland. 
Zur polnischen Minderheit in Griechenland bekennen sich ca. 50.000 Personen, es handelt sich vor allem um Zuwanderer aus dem 21. Jahrhundert. Etwa 5.000 Griechen leben in Polen, insbesondere in den großen Städten und Zgorzelec. Es handelt sich hierbei vor allem um Nachfahren der Bürgerkriegsflüchtlinge aus den 1950er Jahren.
Polen besitzt eine Botschaft in Athen. Griechenland hat eine Botschaft in Warschau.